# Scleria angustifolia
Scleria angustifolia är en halvgräsart som beskrevs av E.A.Rob. Scleria angustifolia ingår i släktet Scleria och familjen halvgräs.
Artens utbredningsområde är Zambia. Inga underarter finns listade i Catalogue of Life.